# 蔡晟 (成化進士)
蔡晟（1446年—？），字文輝，河南開封府雎州人，明朝政治人物。

## 生平
河南鄉試第六十九名。成化五年（1469年）乙丑科會試第一百五名，殿試登進士第二甲第四十三名。曾任山西蒲州知州。官至山東濟南府知府。

## 家族
曾祖父蔡大翁。祖父蔡青。父亲蔡敬。